# アンリエット・ロリミエ
エリザベート・アンリエット・マルト・ロリミエ（Élisabeth Henriette Marthe Lorimier、1775年8月7日 - 1854年4月1日）は、フランスの画家である。人物画、風俗画を描いた。外交官として働きギリシャ文化の研究者として有名になったフランソワ・プークヴィル（François Pouqueville: 1770-1838）と1808年ころから同居生活をし、有力な文化人のなかで活動した。

## 略歴
パリで生まれた。女性画家も多く教えた歴史画家のジャン＝バプティスト・ルニョーの学生の一人で1800年からパリのサロンに作品を出展した。1804年に出展された『Chèvre nourricière』は1805年に、ナポレオンの妹のカロリーヌ・ボナパルトに買い上げられた。1806年に15世紀のイングランド王妃ジョーン・オブ・ナヴァールを描いた作品『Jeanne de Navarre conduisant son fils Arthur au tombeau de son père Jean IV, duc de Bretagne』はサロンで金メダルを受賞し、皇后ジョゼフィーヌに買い上げられ、現在はマルメゾン城に展示されている。
1808年ころ、トルコで虜囚生活を送った後、ギリシャでナポレオンの外交官として働き、ギリシャ文化の研究者として有名になったフランソワ・プークヴィルに会い、同居生活をプークヴィルが亡くなる1838年まで続けたがプークヴィルが若い頃に司祭に叙階されていたことなどから、結婚することはなかった。帝政の時代と王政復古の時代の両方で、プークヴィルとともにフランソワ＝ルネ・ド・シャトーブリアンやアレクサンドル・デュマ・ペールといった文学者や、画家のドミニク・アングル、新聞社主のエティエンヌ・アラゴ、彫刻家のダヴィッド・ダンジェなど、数多くの影響力のある人々と交流した。
1854年にパリで亡くなった。

## 作品

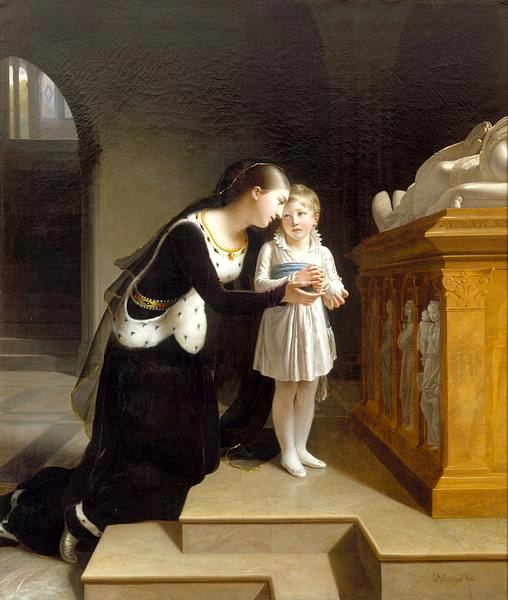
ジョーン・オブ・ナヴァールと息子(1806) マルメゾン城
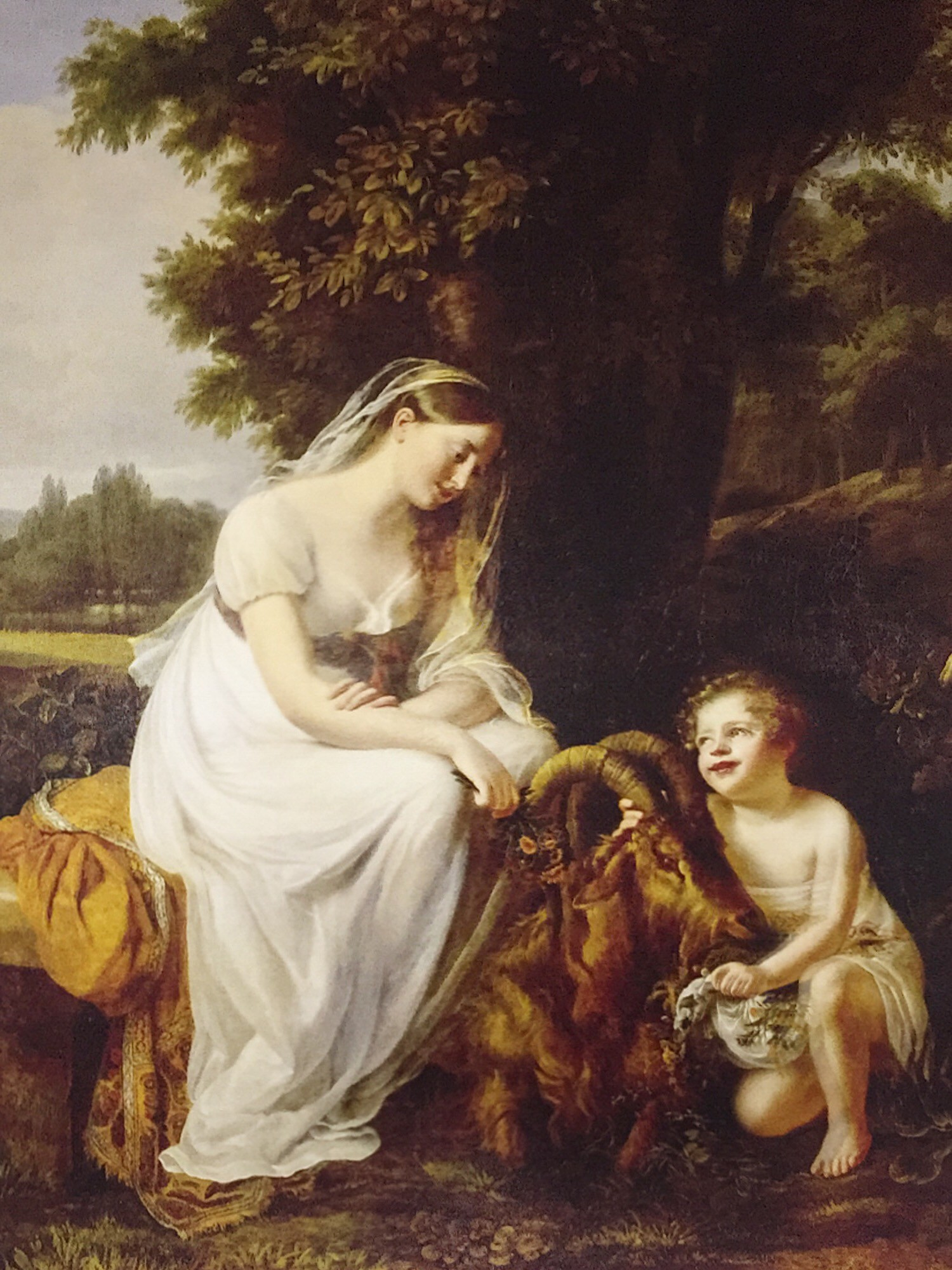
山羊と母子(c.1810) 在ニューヨークフランス総領事館
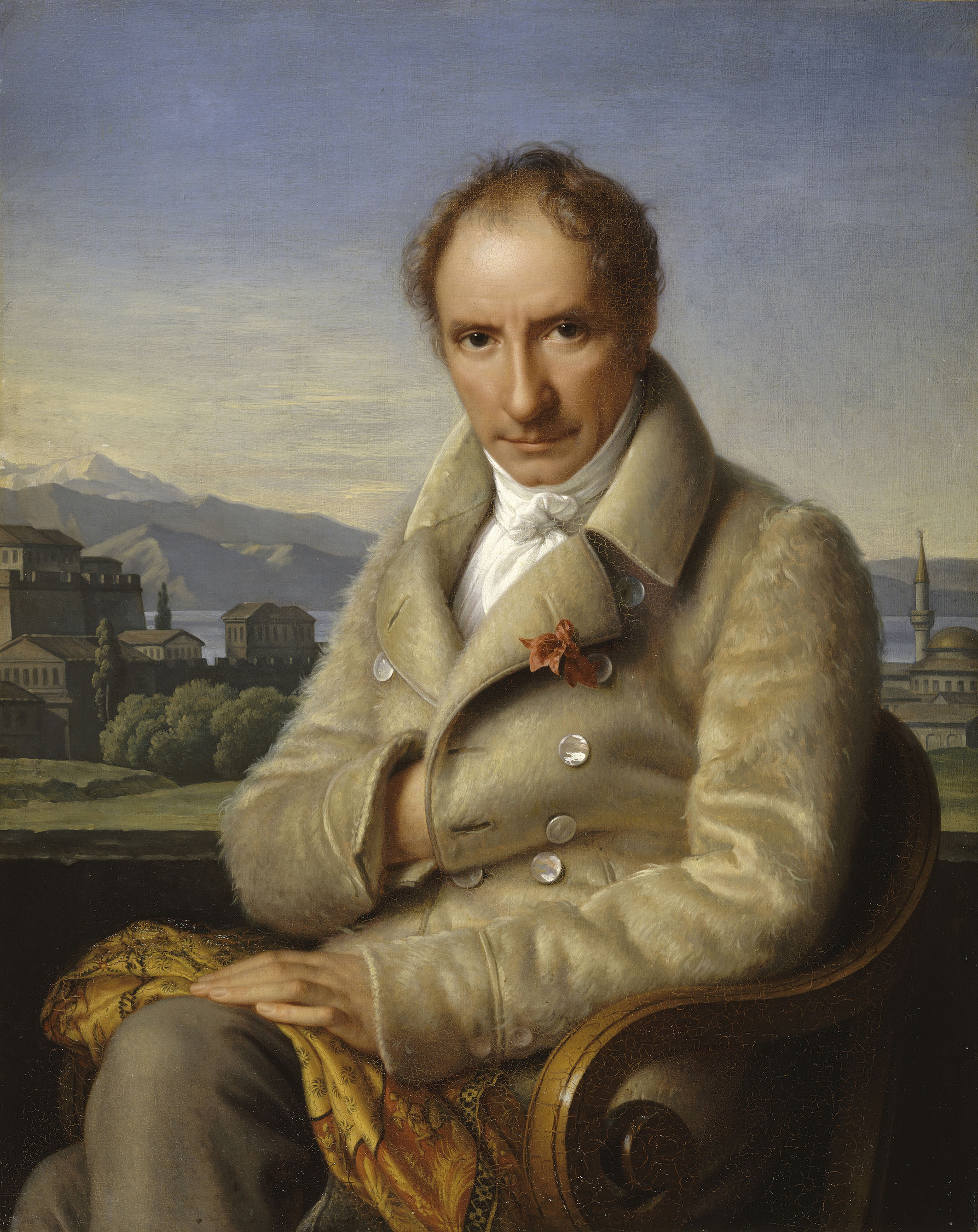
フランソワ・プークヴィルの肖像画 (1830)
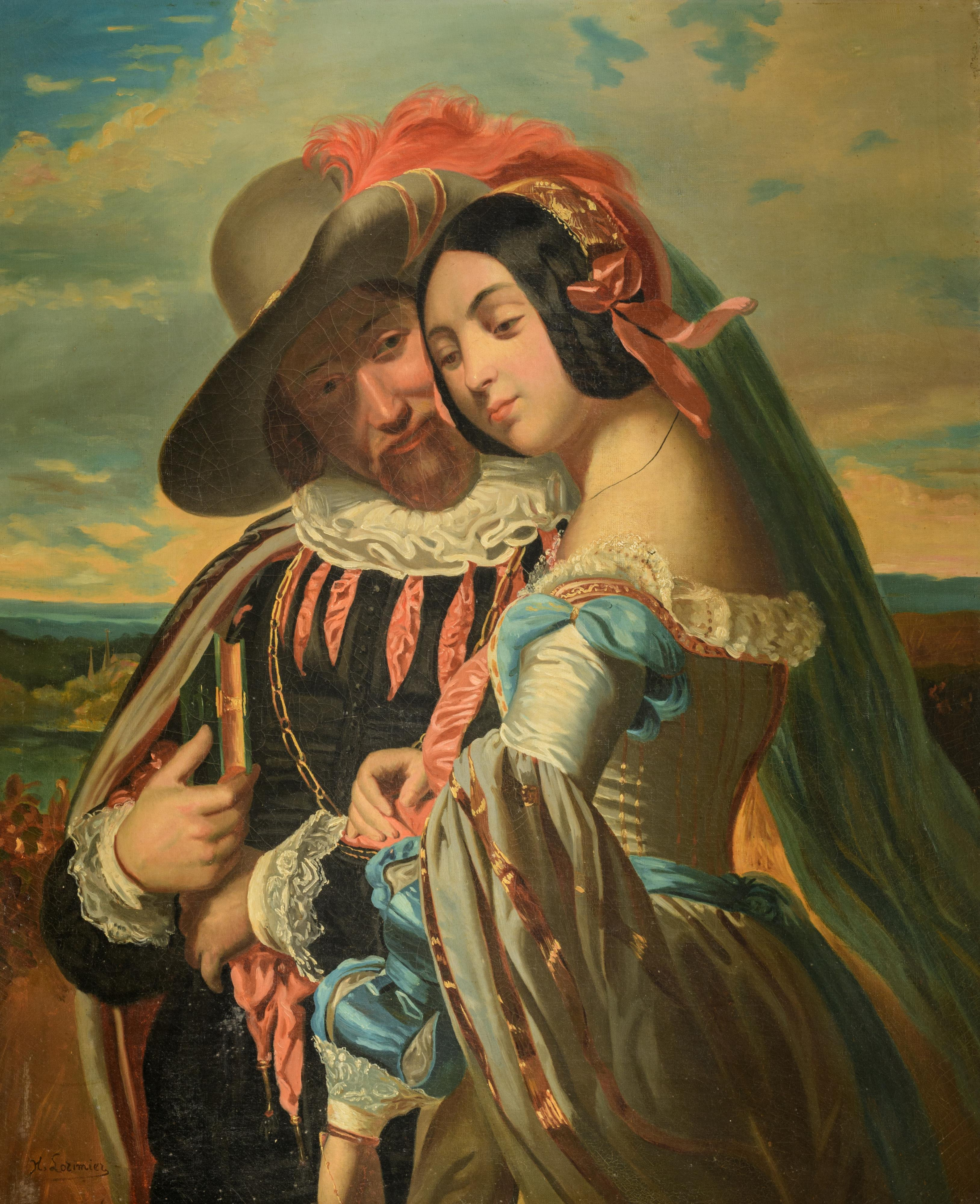
古い時代の衣装のカップル